# Verger fuscovittatus
Verger fuscovittatus là một loài Trichoptera trong họ Limnephilidae. Chúng phân bố ở vùng Tân nhiệt đới.